# Marc Aureli Mari

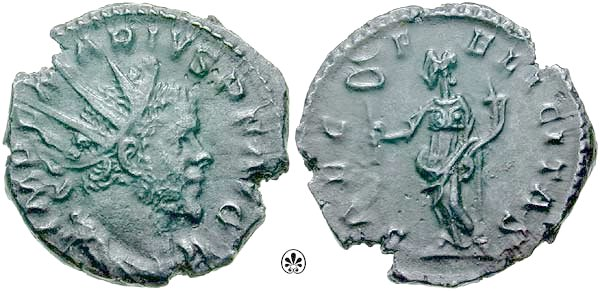
Moneda de Marc Aureli Mari

Marc Aureli Mari (Marcus Aurelius Marius), emperador l'any 268 de l'Imperi de les Gàl·lies i un dels trenta tirans esmentats per Trebel·li Pol·lió.

## Ascens al poder
Segons la Història Augusta era ferrer d'ofici i extraordinàriament fort, motiu pel qual va rebre el sobrenom de Mamurius Veturius, un forjador llegendari de l'època de Numa Pompili. Va passar per diversos càrrecs de l'exèrcit romà fins a esdevenir general. Es deia que l'exèrcit confiava en ell perquè el seu nom els evocava el nom de dos herois del passat Marc Aureli i Gai Mari.
Va estar present quan l'exèrcit es va revoltar a Moguntiacum (Mainz) quan l'emperador Pòstum I no va permetre que les seves tropes saquegessin la ciutat. Els soldats van matar l'emperador i,aprofitant la confusió que es va formar, van proclamar Marc Aureli Mari com a nou successor.

## Govern
La seva primera decisió va ser permetre que les tropes saquegessin Moguntiaum per tal d'assegurar un bon suport de govern, i després es va traslladar a Augusta dels Trèvers.Marc Aureli Mari fou el quart que va governar la Gàl·lia, desafiant a Gal·liè. Tots els autors que l'esmenten diuen que només va governar dos o tres dies però com que s'han trobat nombroses monedes podem estar segurs que fou més temps, almenys dos o tres mesos. A les monedes apareix amb el nom complet de Gai Marc Aureli Mari (C.M. Aurelius Marius) o simplement com a Gai Mari (C. Marius). El seu govern es va estendre a les Gàl·lies, Britànnia i Hispània.
Morí assassinat per Marc Piavoni Victorí, un prefecte del pretori i estret col·laborador de Pòstum I, e qual va fer servir una espasa que havia estat forjada pel mateix Mari. Es deia que l'exèrcit confiava en ell perquè el seu nom els evocava el nom de dos herois del passat Marc Aureli i Gai Mari.